# Vladimír Janda
Vladimir Janda (19 april 1928 – 25 november 2002) was een Tsjechisch arts en chiropractor die bekend werd door zijn werk op het gebied van skeletspieren. 
Janda staat bekend als de vader van de Tsjechische revalidatiemethode of de methode van Janda. Hij leed aan de gevolgen van polio. 